# Lengpui
Lengpui es un pueblo situado en el distrito de Mamit,  en el estado de Mizoram (India). Su población es de 3282 habitantes (2011). 

## Demografía
Según el censo de 2011 la población de Lengpui era de 3282 habitantes, de los cuales 1670 eran hombres y 1612 eran mujeres. Lengpui tiene una tasa media de alfabetización del 97,83%, superior a la media estatal del 91,33%: la alfabetización masculina es del 98,37%, y la alfabetización femenina del 97,28%.